# Robert d'Esnes
Robert d'Esnes (né à une date inconnue à la fin du XIVe siècle, mort après 1440) est un chevalier, capitaine et gouverneur français, originaire du Cambrésis (probable), actif pendant la guerre de Cent Ans, la guerre civile entre Armagnacs et Bourguignons, et la croisade de Nicopolis. 
Fidèle à la maison d'Orléans et à la cause armagnaque, il sert comme gouverneur du château de Coucy (1411), bailli d'Amiens (1416-1418), et bailli et capitaine de Senlis (1417). Il se distingue par sa défense de Coucy contre les Bourguignons en 1411, de Senlis en 1417, et de Montépilloy en 1420. 
Proche du duc d'Orléans, il est maître de l'hôtel de Coucy, conseiller et chambellan du roi, et participe à des missions diplomatiques, notamment à Savone (1408) et en Turquie pour négocier la libération de prisonniers de la croisade de Nicopolis. Malgré son expulsion d'Amiens et de Senlis par les Bourguignons, il reste fidèle aux Orléans, se retirant à Montépilloy après 1417.

## Biographie
Originaire du Cambrésis, Robert d'Esnes, seigneur de Béthencourt et de Beauvoir, est membre de la noblesse locale, issue de la famille d'Esnes, impliquée dans des querelles avec l'évêché de Cambrai pour la défense des privilèges nobiliaires. Il épouse la dame de Béthencourt, dont il a un fils, Jean d'Esnes, mort à la bataille d'Azincourt (1415).

### Mission en Turquie (1396-1397)
Vers 1396, après la défaite française à la croisade de Nicopolis, Robert d'Esnes est envoyé par la dame de Coucy en Turquie pour enquêter sur l’état de son époux, Enguerrand VII de Coucy, prisonnier du sultan Bayezid Ier. Accompagné de cinq hommes, il entreprend ce voyage risqué pour négocier la libération de Coucy et d’autres seigneurs, dont Henri de Marle (1362-1397). Sa mission, soutenue par les dames de France et le duc de Lorraine, témoigne de sa réputation de chevalier sage et loyal.

### Maître de l'hôtel et rôle diplomatique (1408-1411)
Entre 1408 et 1411, Robert d'Esnes est maître de l'hôtel de Coucy, une charge clé au service du duc d'Orléans, Louis Ier d'Orléans. En 1408, il participe à la ratification d’un traité à Savone, avec Pierre Beaublé, en présence de plénipotentiaires italiens, dont Vadno de Gambarana et Nicolas Naton, ainsi que l’évêque de Bologne. Cet événement souligne son rôle dans les affaires diplomatiques du duché d'Orléans,.

### Défense du château de Coucy (1411)
En 1411, Robert d'Esnes, nommé gouverneur du château de Coucy par le duc d'Orléans, défend la forteresse contre une armée bourguignonne de 60 000 hommes (probablement exagéré), menée par le comte de Saint-Pol, Waléran III de Luxembourg-Ligny. Sommé de se rendre au nom du roi, il refuse, déclarant sa fidélité exclusive au duc d’Orléans. Les Bourguignons utilisent des mines, une innovation en France, pour tenter de renverser les murailles. Après trois à quatre mois de siège, le manque de vivres et de munitions le contraint à capituler. Il obtient une indemnité de 8 000 écus et la possibilité pour sa garnison de se retirer avec armes et bagages vers Crèvecœur ou le Cateau-Cambrésis,.

### Bailli d'Amiens (1416-1418)
Nommé bailli d'Amiens le 2 décembre 1416, remplaçant David de Brimeu, un Bourguignon, Robert d'Esnes sert sous l’autorité du roi Charles VI et du dauphin Charles VII. En 1417, il est sommé par le duc de Bourgogne, Jean sans Peur, d’être expulsé avec le procureur Hue Dupuis, accusés de s’opposer aux intérêts bourguignons. Après plusieurs assemblées (13-15 juillet 1417), les Amiénois, sous pression, décident de l’envoyer à Paris pour négocier avec le Conseil du roi, une mission équivalant à un exil. En 1418, Jean sans Peur le remplace par Robert Lejeune, un partisan bourguignon,,.

### Défense de Senlis (1417)
En septembre 1417, Robert d'Esnes est nommé bailli et capitaine de Senlis par le roi, avec une garnison de 60 combattants. Confronté à une attaque de Jean II de Luxembourg-Ligny, il organise une sortie à pied, repoussant temporairement les Bourguignons. Cependant, le peuple de Senlis, ruiné par les impôts du connétable et favorable au duc de Bourgogne, se soulève la nuit suivante, mené par Jean des Prés. Les habitants, portant la croix de Saint-André, attaquent la garnison, tuant neuf ou dix hommes et emprisonnant Robert d'Esnes. Grâce à l’intervention des notables, il est libéré et se retire avec ses hommes à Montépilloy, forteresse d’un vassal d’Orléans, sans manifester d’hostilité envers Senlis par la suite,.

### Défense de Montépilloy (1420)
En 1420, Robert d'Esnes défend Montépilloy contre une force anglo-bourguignonne de plus de 500 cavaliers, menée par Mauroy de Saint-Léger et soutenue par les garnisons de Creil et Beaumont-sur-Oise. Sa résistance permet aux renforts de Bosqueaux et Gamaches d’arriver, repoussant les assaillants et préservant la place pour le duc d’Orléans.

### Querelles nobiliaires et fin de vie
La famille d'Esnes est engagée dans une querelle avec l’évêché de Cambrai, défendant les droits nobiliaires contre les confiscations de biens, une dispute arbitrée par Philippe II de Bourgogne en 1399. En 1440, un testament de Robert d'Esnes est confirmé par son neveu, Jean d'Esnes, à Cambrai, indiquant qu’il est encore en vie. Sa date de décès reste inconnue.